# Roberto Lacedelli (sciatore)
Roberto Lacedelli (Cortina d'Ampezzo, 2 giugno 1919 – 26 luglio 1983) è stato uno sciatore alpino e saltatore con gli sci italiano.

## Biografia
Roberto Lacedelli gareggiò nello sci alpino dalla fine degli anni trenta ai primi anni cinquanta in tutte le specialità previste all'epoca (discesa libera, slalom speciale, combinata e, in seguito, slalom gigante), vincendo varie medaglie ai Campionati italiani e partecipando a due edizioni dei Giochi olimpici invernali, Sankt Moritz 1948 (non conclude discesa e slalom) e Oslo 1952 (24° in slalom gigante).
Fu attivo anche nello sci nordico, aggiudicandosi quattro medaglie nel salto con gli sci ai Campionati italiani tra il 1937 e il 1943.

## Palmarès

### Sci alpino

#### Campionati italiani
- 15 medaglie[2]:
  - 4 ori (discesa libera, combinata nel 1942; slalom speciale nel 1947; discesa libera nel 1950)
  - 7 argenti (discesa libera, combinata nel 1939; slalom speciale, combinata nel 1940; slalom speciale nel 1942; slalom speciale nel 1946; discesa libera nel 1951)
  - 4 bronzi (discesa libera nel 1940; discesa libera nel 1946; combinata nel 1947; slalom speciale nel 1951)

### Salto con gli sci

#### Campionati italiani
- 4 medaglie[3]:
  - 1 oro (nel 1937)
  - 1 argento (nel 1943)
  - 2 bronzi (nel 1938, nel 1940)